# Q-кулька
Q-кулька — в теоретичній фізиці різновид нетопологічного солітона. Солітон є локалізованою конфігурацією поля, яка є стійкою — не може розпадатися і розсіюватися. У випадку нетопологічного солітона стабільність забезпечується збереженням заряду: солітон має найменшу енергію на одиницю заряду, ніж у будь-якому іншому стані. У фізиці заряд часто позначається літерою «Q», а солітон сферично-симетричний, звідси і назва.

## Інтуїтивне пояснення
Q-кулька з'являється в теорії бозонів, за наявності притягання між частинками. Грубо кажучи Q-кулька — це скінченного розміру згусток, що містить велику кількість частинок. Згусток стійкий щодо поділу на дрібніші згустки та до «випаровування» через виділення окремих частинок, оскільки, за рахунок тяжіння, він є найбільш енергетично вигідною конфігурацією даної кількості частинок. Це аналогічно тому, що Нікель-62 є дуже стабільним ядром, оскільки це найстійкіше утворення з протонів та нейтронів, однак Нікель-62 не Q-кулька, бо протони і нейтрони — ферміони, а не бозони.
Щоб утворити Q-кульку кількість частинок має бути збережена (тобто номер частинки є збереженим «зарядом», а отже частинки описуються комплексними значеннями поля {\displaystyle \varphi }), а потенціал взаємодії частинок {\displaystyle V(\phi )} повинен мати від'ємне значення (притягання). Для невзаємодіючих частинок потенціал буде складатись лише з масового доданку {\displaystyle V_{\rm {free}}(\phi )=m^{2}|\phi |^{2}}, і Q-кулька не утвориться. Проте, якщо додати член, який відповідає притяганню {\displaystyle -\lambda |\phi |^{4}} (та вищі ступені по {\displaystyle \phi } для забезпечення скінченної нижньої границі потенціалу) то будуть існувати значення {\displaystyle \phi }, для яких {\displaystyle V(\phi )<V_{\rm {free}}(\phi )}, тобто енергія поля менша енергії вільного поля. Це відповідає тому, що можна створити згустки ненульового поля (кластери з багатьох частинок), енергія яких менша за енергію тієї ж кількості складових, взятих окремо. Тому такі згустки є стійкими до розпаду на окремі частинки.

## Побудова Q-кульки
У своєму найпростішому вигляді Q-кулька утворюється із комплексного скалярного поля {\displaystyle \phi }, в якому Лагранжіан є інваріантним відносно перетворення симетрії {\displaystyle U(1)}. Розв'язок для Q-кульки є мінімізацією енергії із збереженням заряду Q,який відповідає за загальну симетрію {\displaystyle U(1)}. Один з найпростіших способів знаходження розв'язку — за допомогою методу множників Лагранжа. Зокрема у випадку трьох просторових координат ми повинні мінімізувати функціонал:
{\displaystyle E_{\omega }=E+\omega \left[Q-{\frac {1}{2i}}\int d^{3}x(\phi ^{*}\partial _{t}\phi -\phi \partial _{t}\phi ^{*})\right],}
де енергія визначається як
{\displaystyle E=\int d^{3}x\left[{\frac {1}{2}}{\dot {\phi }}^{2}+{\frac {1}{2}}|\nabla \phi |^{2}+U(\phi ,\phi ^{*})\right],}
{\displaystyle \omega } —  множник Лагранжа. Часова залежність розв'язку для Q-кульки може бути легко отримана, якщо переписати функціонал {\displaystyle E_{\omega }} як:
{\displaystyle E_{\omega }=\int d^{3}x\left[{\frac {1}{2}}|{\dot {\phi }}-i\omega \phi |^{2}+{\frac {1}{2}}|\nabla \phi |^{2}+{\hat {U}}_{\omega }(\phi ,\phi ^{*})\right],}
де {\displaystyle {\hat {U}}_{\omega }=U-{\frac {1}{2}}\omega ^{2}\phi ^{2}}.
Оскільки перший доданок функціоналу тепер додатній, мінімізація цього виразу означає
{\displaystyle \phi ({\vec {r}},t)=\phi _{0}({\vec {r}})e^{i\omega t}.}
В даному випадку множник {\displaystyle \omega } інтерпретується як частота коливань поля всередині Q-кульки.
Теорія допускає розв'язки для Q-кульки, якщо існують будь-які значення {\displaystyle \phi ^{*}\phi }, для яких потенціал менший від {\displaystyle m^{2}\phi ^{*}\phi }. В цьому випадку простір, який містить поле може мати енергію на одиницю заряду меншу ніж {\displaystyle m}, а це означає, що він не може розпадатись на газ окремих частинок. Така область є Q-кулькою. Якщо вона достатньо велика, то її наповнення однорідне і називається «Q-матерією». Докладніше див Lee et al. (1992).

### Тонкостінні Q-кульки
Тонкостінна Q-кулька була першим об'єктом дослідження. Одним з перших, хто цим займався був Сідні Коулман в 1986. З цієї причини різновид тонкостінних Q-кульок називають «Коулманівськими Q-кульками».
Ми можемо уявляти такі Q-кульки як сферу з ненульовим вакуумним очікуваним значенням. В тонкостінному наближенні беремо сферичну симетрію поля для простоти: {\displaystyle \phi _{0}(r)=\theta (R-r)\phi _{0}}. В цьому випадку заряд Q-кульки є просто {\displaystyle Q=\omega \phi _{0}^{2}V}. Використовуючи цей факт можна прибрати {\displaystyle \omega } з енергії. Матимемо:
{\displaystyle E={\frac {1}{2}}{\frac {Q^{2}}{\phi _{0}^{2}V}}+U(\phi _{0})V.}
Мінімізація по відношенню до {\displaystyle V} дає
{\displaystyle V={\sqrt {\frac {Q^{2}}{2U(\phi _{0})\phi _{0}^{2}}}}.}
Підстановка цього назад в енергію дає:
{\displaystyle E={\sqrt {\frac {2U(\phi _{0})}{\phi _{0}^{2}}}}~Q.}
Тепер все, що залишилось, це мінімізувати енергію відносно {\displaystyle \phi _{0}}. Таким чином, можна констатувати, що розв'язок для тонкостінних Q-кульок існує тоді і тільки тоді, коли
{\displaystyle min={\frac {2U(\phi )}{\phi ^{2}}},} при {\displaystyle \phi >0}.
Коли наведений вище критерій виконується Q-кулька існує та стійка до розпаду на кванти. Маса тонкостінної кульки є просто енергією {\displaystyle M(Q)=\omega _{0}Q}.

## Історія
Конфігурації скалярного поля, які є класично стабільними (стабільними щодо малих збурень) були запропоновані Розеном в 1968 році. Стабільні конфігурації декількох скалярних полів вивчали Фрідберг, Лі та Сірлін у 1976. Назва «Q-кулька» та докази квантово-механічної стійкості (стабільність щодо переходу на нижчі енергетичні рівні) були запропоновані Сідні Коулманом.

## Існування в природі
Було висунуте припущення, що темна матерія може складатись із Q-кульок (Frieman et al.. 1988, Kusenko et al.. 1997) і вони відіграють певну роль у баріогенезисі, тобто походженні матерії, яка наповнює Всесвіт (Dodelson et al.. 1990, Enqvist et al.. 1997). Інтерес до Q-кульок був викликаний думкою про те, що вони виникають в теоріях суперсиметричного поля (Kusenko 1997), тому якщо дійсно природа має фундаментальну симетрію, то Q-кульки могли виникнути у ранньому Всесвіті і існують досі.

## Фантастика
- У фільмі «Схід Сонця» («Sunshine») Сонце зазнає передчасної смерті. Науковий радник фільму, співробітник CERN Браян Кокс, запропонував «зараження» Q-кульками, як механізм для цієї смерті. Проте це згадується лише в коментарях до фільму, а не у ньому прямо.
- У фантастичному Всесвіті «Руки Оріона» Q-кульки — один з можливих джерел для великої кількості антиматерії, яка використовується певними групами.